# Les Chevaliers du ciel (film, 1942)
Pour les articles homonymes, voir Les Chevaliers du ciel.
Pour plus de détails, voir Fiche technique et Distribution.
Les Chevaliers du ciel (Captains of the Clouds) est un film américain réalisé par Michael Curtiz, sorti en 1942.

## Synopsis
En 1939, dans le nord de l'Ontario (Canada), Johnny Dutton, 'Tiny' Murphy, 'Blimp' Lebec et 'Scrounger' Harris, pilotes dans l'aviation civile, gagnent leur vie en effectuant des vols commerciaux régionaux avec leurs petits appareils. Survient un nouveau pilote, Brian MacLean, qui est d'abord leur concurrent avant de s'associer avec eux. Mais lorsque Brian épouse Emily Foster, la jeune fiancée de Johnny, ce dernier choisit de disparaître. En 1940, avec le début de la Seconde Guerre mondiale, 'Tiny', 'Blimp', 'Scrounger' et Brian s'enrôlent volontairement dans la Royal Canadian Air Force, où ils sont affectés à des postes d'instructeurs, en raison de leur âge. Sur la base aérienne d'entraînement, ils font la connaissance de leur supérieur hiérarchique, qui n'est autre que Johnny.

## Fiche technique
- Titre : Les Chevaliers du ciel
- Titre original : Captains of the Clouds
- Réalisateur : Michael Curtiz
- Scénario : Arthur T. Horman, Richard Macaulay et Norman Reilly Raine, d'après une histoire d'Arthur T. Horman et Roland Gillett
- Directeurs de la photographie : Sol Polito et Wilfrid M. Cline
- Photographie aérienne : Elmer Dyer, Charles Marshall et Winton C. Hoch
- Musique : Max Steiner
- Song Captain of the Clouds composé par Harold Arlen (musique) et Johnny Mercer (lyrics)
- Directeur artistique : Ted Smith
- Costumes : Howard Shoup
- Montage : George Amy
- Effets spéciaux : Byron Haskin et Rex Wimpy
- Producteur exécutif : Hal B. Wallis
- Producteur associé : William Cagney
- Société de production : Warner Bros.
- Pays de production :  États-Unis
- Format : Couleur (Technicolor)
- Genre : Comédie dramatique / Guerre
- Langue : anglais
- Durée : 114 minutes
- Dates de sortie : 
  - États-Unis : 12 février 1942 (première à New York), 21 février 1942 (sortie nationale)
  - France : 17 décembre 1947

## Distribution
(dans l'ordre du générique de fin)
- James Cagney : Brian MacLean
- Dennis Morgan : Johnny Dutton
- Brenda Marshall : Emily Foster
- Alan Hale : Francis Patrick « Tiny » Murphy
- George Tobias : 'Blimp' Lebec
- Reginald Gardiner : 'Scrounger' Harris
- Air Marshal W.A. Bishop : Lui-même
- Reginald Denny : le commandant
- Russell Arms : Louis « Alabama » Prentiss
- Paul Cavanagh : le capitaine
- Clem Bevans : Sam « Store-Teeth » Morrison
- J. M. Kerrigan : Foster, le père d'Emily
- J. Farrell MacDonald : Dr. Neville
- Patrick O'Moore : Fyffe
- Morton Lowry : Carmichael
- Owen Cathcart-Jones (crédité S/L O. Cathcart-Jones) : le chef-instructeur de vol
- Frederic Worlock : le président de la cour martiale
- Roland Drew : un officier
- Lucia Carroll : la blonde
- George Meeker : le play-boy
- Benny Baker : 'Popcorn' Kearns
- Hardie Albright : Kingsley
- Ray Walker : Mason
- Charles Halton : Nolan, le directeur de la compagnie minière
- Louis Jean Heydt : le prévôt-marshall
- Byron Barr : un élève-pilote
- Michael Ames : un élève-pilote
- Willie Fung : Willie, le patron du café
- Carl Harbord : Blake

Acteurs non crédités
- Barry Bernard : Gilbert
- Tom Dugan : un barman
- Pat Flaherty : un sergent
- John Kellogg : le pilote Lawrence
- Miles Mander : la voix de Winston Churchill à la radio
- Gavin Muir : une ordonnance